# Vitarella
Vitarella é uma marca de massas e biscoitos que pertence à empresa M. Dias Branco S/A - Indústria e Comércio de Alimentos. Esta marca surgiu, originalmente, como nome fantasia da já extinta Indústria de Alimentos Bomgosto Ltda, fundada em 1993 em Jaboatão dos Guararapes, Pernambuco, a qual foi, desde o dia 27 de dezembro de 2013, totalmente incorporada pela M. Dias Branco S/A.

## Histórico
Fundada em 1993, a Vitarella alcançou rapidamente o status de preferida do consumidor pernambucano ao ganhar o Prêmio JC Recall de Marcas. Já no ano 2000 na categoria massas.
Em 2001 na categoria cracker, produto que foi lançado no ano anterior, ganhando novamente o prêmio nos anos seguintes até 2010. Em 2008, a Vitarella teve a totalidade das quotas de seu capital adquirido pelo grupo M. Dias Branco S/A - Indústria e Comércio de Alimentos, sediada no Ceará, empresa nordestina líder de mercado e maior fabricante de massas e biscoitos do Brasil. Em função disso, a Vitarella passou a integrar o grupo M Dias Branco, com onze fábricas instaladas no Nordeste, Sudeste e Sul do País. No ano de 2011 a Vitarella, no âmbito da estratégia de sua controladora (M. Dias Branco S/A) de consolidar sua liderança no mercado de biscoitos e massas no Brasil, realizou a aquisição da totalidade das ações do capital da NPAP Alimentos S/A, empresa pernambucana que produz e comercializa os biscoitos e massas com a marca Pilar. No dia 27 de dezembro de 2013 a Indústria de Alimentos Bomgosto Ltda foi definitivamente extinta por sua controladora M. Dias Branco S/A, que a incorporou, integrando a sua estrutura e operações as marcas, instalações, produtos, unidades industriais e comerciais, clientes e equipes antes pertencentes à Vitarella.

## Novo site
Em 2011 a Vitarella lançou seu novo site. Com integração com Facebook e Twitter, a Vitarella aumentou sua presença na Internet. Junto com o lançamento a empresa também realizou um concurso de receitas enviadas pelos consumidores.

## Treloso
Em 1998, a Vitarella entrou no ramo da produção de biscoitos com a linha Treloso, que obteve grande aceitação no mercado regional na categoria poucos anos depois. O lançamento recebeu o Troféu Carrinho de Ouro na categoria Lançamento de Produto Regional.

## Ações sociais
A Vitarella possuía o selo Empresa Solidária, concedido a empresas socialmente responsáveis e mensalmente ajudava no tratamento de pacientes do Instituto de Medicina Integral Prof. Fernando Figueira (IMIP), situado no Recife. Hoje, quem realiza essas ações é a M. Dias Branco S/A., proprietária da marca Vitarella.

## Eventos
Eventos patrocinados pela Vitarella:
- Dia do biscoito
- Carnaval
  - Guaiamum Trelosinho (Recife)
  - Bloco Happy (Salvador)
- Paixão de Cristo de Nova Jerusalém (Brejo da Madre de Deus)
- São João da Capitá (Recife)
- São João de Caruaru (Caruaru)